# Награда „Стеван Сремац”
Награда „Стеван Сремац” додељује се за најбољу књигу прозе написану и објављену на српском језику у прошлој години.
Награду у част књижевника Стевана Сремца установио је 2004. Град Ниш и додељује је у техничкој организацији Нишког културног центра за најбољи роман или књигу прича на српском језику. О добитнику награде одлучује жири који чине писци и књижевни критичари. Награда се састоји од уникатне повеље и новчаног износа. Уручење награде приређује се, по правилу, 11. новембра, на дан рођења писца.
Раније је постојала истоимена Награда „Стеван Сремац” која је додељивана за новинску причу (1986–2000).

## Добитници
| Година | Добитник                           | Дело                                                                                        | Врста дела         | Жири                                                              | Реф.          |
| ------ | ---------------------------------- | ------------------------------------------------------------------------------------------- | ------------------ | ----------------------------------------------------------------- | ------------- |
| 2004.  | Милован Марчетић                   | Прво лице                                                                                   | књига прича        | Сава Дамјанов, Младен Весковић и Стана Динић Скочајић             | [ 2 ]         |
| 2005.  | Радован Бели Марковић              | Оркестар на педале                                                                          | роман              | Слободан Владушић, Снежана Божић и Маријана Милошевић             | [ 2 ]         |
| 2006.  | Слободан Тишма                     | Урвидек                                                                                     | књига прича        | Слободан Владушић, Снежана Божић и Маријана Милошевић             | [ 2 ]         |
| 2007.  | Срђан Ваљаревић                    | Комо                                                                                        | роман              | Михајло Пантић, Весна Тријић и Иванка Косанић                     | [ 2 ]         |
| 2008.  | Ласло Блашковић                    | Турнир грбаваца                                                                             | роман              | Михајло Пантић, Весна Тријић и Иванка Косанић                     | [ 2 ]         |
| 2009.  | Александар Гаталица                | Невидљиви                                                                                   | роман              | Стојан Ђорђић, Снежана Милосављевић Милић и Милета Аћимовић Ивков | [ 2 ]         |
| 2010.  | Љиљана Ђурђић                      | Сви на крају кажу мама                                                                      | књига прича        | Стојан Ђорђић, Снежана Милосављевић Милић и Милета Аћимовић Ивков | [ 2 ]         |
| 2011.  | Вуле Журић                         | Недеља пацова                                                                               | роман              | Горан Максимовић, Јасмина Врбавац и Милован Марчетић              | [ 3 ] [ 4 ]   |
| 2012.  | Воја Чолановић                     | Ода мањем злу                                                                               | роман              | Горан Максимовић, Јасмина Врбавац и Милован Марчетић              | [ 3 ] [ 4 ]   |
| 2013.  | Јелена Росић                       | Дан када је Миз Лили постала оно што је увек била и други преображаји са оне стране границе | књига прича        | Тијана Спасић, Снежана Божић и Вуле Журић                         | [ 3 ] [ 4 ]   |
| 2014.  | Владислава Војновић                | Козје уши                                                                                   | роман              | Слађана Илић, Весна Тријић и Зоран Пешић Сигма                    | [ 3 ] [ 4 ]   |
| 2015.  | Владан Матијевић                   | Пристаништа                                                                                 | књига прича        | Слађана Илић, Весна Тријић и Зоран Пешић Сигма                    | [ 3 ] [ 4 ]   |
| 2016.  | Љубица Арсић                       | Рајска врата                                                                                | роман              | Васа Павковић, Александар Гаталица и Снежана Милосављевић Милић   | [ 5 ]         |
| 2017.  | Енес Халиловић                     | Ако дуго гледаш у понор                                                                     | роман              | Васа Павковић, Александар Гаталица и Снежана Милосављевић Милић   | [ 6 ]         |
| 2018.  | Крста Поповски                     | Ина                                                                                         | роман              | Јелена Јовановић, Адријана Марчетић и Енес Халиловић              | [ 7 ]         |
| 2019.  | Вуле Журић                         | Помор и страх                                                                               | роман              | Јелена Јовановић, Адријана Марчетић и Енес Халиловић              | [ 8 ]         |
| 2020.  | Елведин Незировић                  | Ништа лакше од умирања                                                                      | роман              | Јасмина Ахметагић, Вуле Журић и Дејан Милутиновић                 | [ 9 ]         |
| 2021.  | Ненад Теофиловић                   | Фрактура                                                                                    | роман              | Јасмина Ахметагић, Вуле Журић и Дејан Милутиновић                 | [ 10 ]        |
| 2022.  | Ана Марија Грбић                   | Срнећа леђа                                                                                 | књига прича        | Дејан Милутиновић, Петар Арбутина и Крста Поповски                | [ 11 ]        |
| 2023.  | Александар Танурџић                | Лакримаријум                                                                                | роман              | Дејан Милутиновић, Петар Арбутина и Крста Поповски                |               |
| 2024.  | Драгана Тодоресков, Љубомир Живков | У чекаоницама, Фаркаждин                                                                    | књига прича, роман | Владислава Гордић Петковић, Михајло Пантић и Стана Динић Скочајић | [ 12 ] [ 13 ] |